# Vázaná rotace

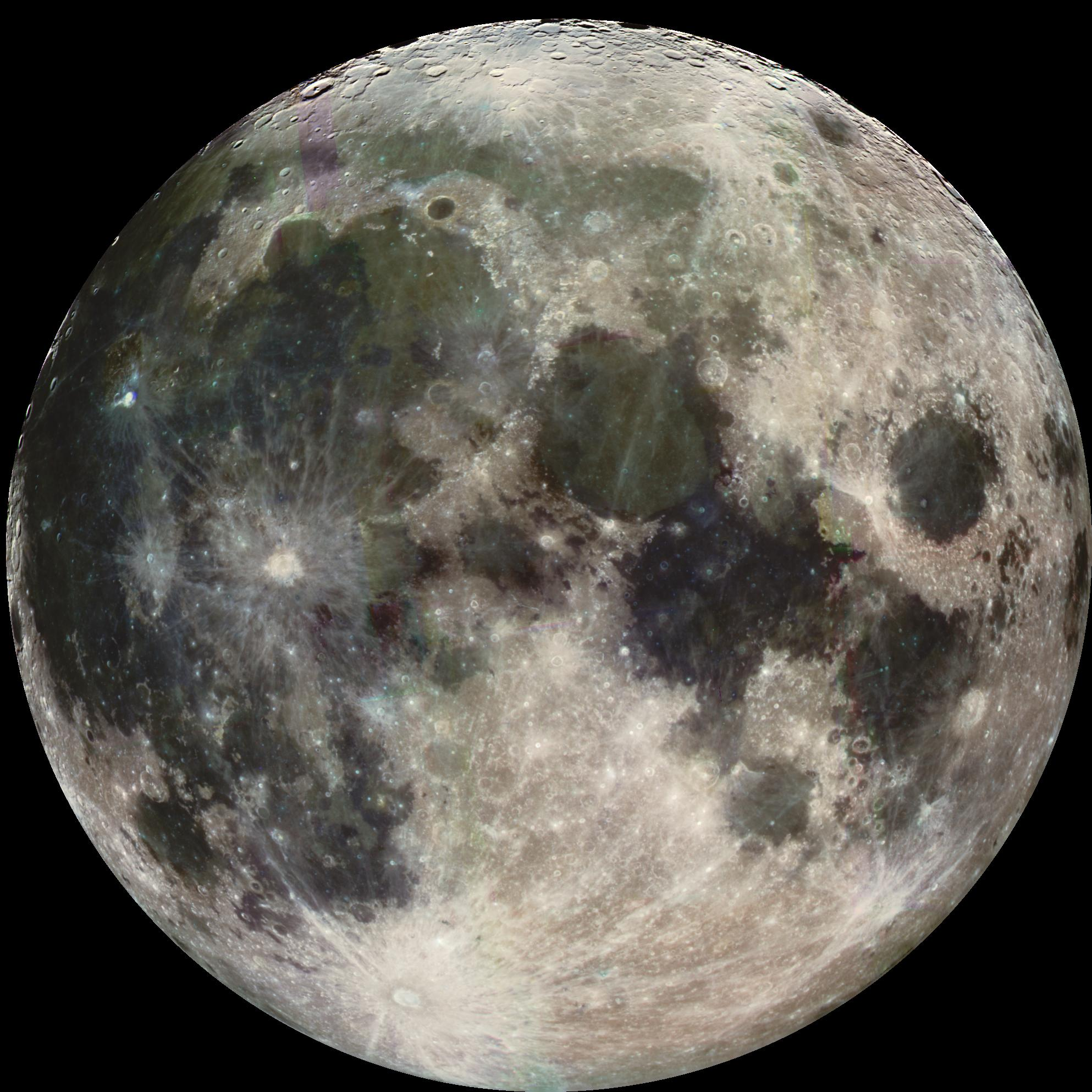
Měsíc je typickým příkladem vázané rotace

Vázaná rotace Měsíce – nastavuje stále stejnou stranu (přivrácenou) Zemi (animace vlevo). Kdyby se neotáčel kolem své osy (nebo otáčel jinou rychlostí), ukazoval by postupně celý povrch (vpravo). (Poměry velikostí a vzdálenosti neodpovídají skutečnosti)

Vázaná rotace, též synchronní rotace je dynamický stav, při kterém se menší těleso (např. měsíc), obíhající kolem centrálního tělesa (např. planety) k centrálnímu tělesu otáčí stále stejnou polokoulí, jinými slovy, když se doba rotace menšího tělesa kolem osy právě rovná době jeho oběhu kolem centrálního tělesa.
Pokud existuje tato dvojice těles po dostatečně dlouhou dobu, dochází vlivem slapových sil ke zpomalování rotace obou těchto těles za současného zvětšování poloosy dráhy obíhajícího tělesa, tj. průměrná vzdálenost obou těles roste. V konečném stavu dosáhnou vzájemně vázané rotace obě tělesa, menší z nich dříve. Typickým případem vázané rotace je náš Měsíc. Vázané rotaci podléhají nejbližší měsíce planety Jupiter, po objeviteli známé jako Galileovy měsíce. Pluto a Charon jsou takto propojeny navzájem. Vázanou rotaci také vykazuje značná část měsíců ostatních planet.
Teoreticky je tedy možné mezi dvěma tělesy ve vázané rotaci zkonstruovat orbitální výtah a vzájemně je tak propojit. Například mezi Měsícem od Zemí se střední vzdaleností 384 403 km by se podle této teorie mohla po vodícím lanu posouvat kabina a nahrazovat tak některé vesmírné lety. Ke konstrukci lana propojujícího obě vesmírná tělesa je zvažováno využití nanotechnologie, uhlíkatých nanotrubiček, případně také grafenu, u něhož však prozatím neexistuje průmyslový způsob výroby.

## Seznam známých těles ve vázané rotaci

### Sluneční soustava
| Mateřské těleso (ve středu) | Tělesa v soustavě ve vázané rotaci                                                                                          |
| --------------------------- | --- |
| Slunce                      | Merkur |
| Země                        | Měsíc |
| Mars                        | Phobos, Deimos |
| Jupiter                     | Metis, Adrastea, Amalthea, Thebe, Io, Europa, Ganymede, Callisto                                                            |
| Saturn                      | Pan, Atlas, Prometheus, Pandora, Epimetheus, Janus, Mimas, Enceladus, Telesto, Tethys, Calypso, Dione, Rhea, Titan, Iapetus |
| Uran                        | Miranda, Ariel, Umbriel, Titania, Oberon                                                                                    |
| Neptun                      | Proteus, Triton |
| Pluto                       | Charon |

### Extrasolární tělesa
Z probíhajícího výzkumu vzdálených exoplanet se jeví, že vázaná rotace je poměrně častý jev mimo sluneční soustavu.
- Hvězda Tau Boötis je ve vázané rotaci s exoplanetou, nejbližším plynným obrem Tau Boötis b.
- Ve stavu vázané rotace se za prozatímních předpokladů má nacházet i všech 7 známých exoplanet obíhajících kolem Trappist - 1.[3]
- Ve stavu vázané rotace k jejich nejbližší hvězdě Gliese 581, se nachází i nepotvrzené exoplanety Gliese 581 c[4], Gliese 581 g, Gliese 581 b, Gliese 581 e.